# 宮野駅
宮野駅（みやのえき）は、山口県山口市桜畠二丁目にある、西日本旅客鉄道（JR西日本）山口線の駅である。

## 歴史
- 1917年（大正6年）7月1日：鉄道院山口線山口駅 - 篠目駅間延伸時に開設[1][2]。
- 1960年（昭和35年）9月1日：貨物取扱廃止[2]。
- 1984年（昭和59年）2月1日：荷物扱い廃止[2]、無人駅化[3]。
- 1987年（昭和62年）4月1日：国鉄分割民営化に伴い、JR西日本の駅となる[4][2]。

## 駅構造
島式ホーム1面2線を有する列車交換可能な地上駅。下り線北側新山口寄りに駅舎があり、ホームへは構内踏切で連絡している。
新山口駅管理の無人駅。駅舎内に自動券売機が設置されている。
駅舎は2001年に「地域交流ステーション宮野」と名付けられ、地域住民等の交流の場として活用されるようになった。同時に男女別水洗トイレも新設された。

### のりば
| ホーム      | 路線    | 方向 | 行先             |
| ----------- | ------- | ---- | ---------------- |
| 反対側（1） | ■山口線 | 上り | 山口・新山口方面 |
| 駅舎側（2） | ■山口線 | 下り | 津和野・益田方面 |

付記事項
- 実際には上記ののりば番号は無く、上記番号は列車運転指令上の番線番号である。当駅始発新山口方面列車も駅舎反対側のホームに直接入線して折返す。
- 新山口方面からは両方の番線に入線可能であるが、益田方面から2番線（駅舎側）に入線することは出来ない。なお、出発は両番線共に両方面への出発に対応している。

ダイヤ
- 山口市街地の端に位置する駅のため、新山口方面からの列車の過半数は当駅で折返す。当駅から山口・新山口方面は1時間に1 - 2本程度あるが、津和野・益田方面は列車本数が大幅に減り、2 - 3時間に1本程度となる。
- 夜間滞泊は設定されておらず、当駅止まり最終列車は旅客扱い終了後、回送として山口駅まで折返す。

## 利用状況
近年の1日平均乗車人員の推移は以下の通り。
| 乗車人員推移 | 乗車人員推移 |
| 年度         | 1日平均人数  |
| ------------ | ------------ |
| 1999         | 227          |
| 2000         |              |
| 2001         | 230          |
| 2002         | 249          |
| 2003         | 247          |
| 2004         | 229          |
| 2005         | 235          |
| 2006         | 261          |
| 2007         | 273          |
| 2008         | 283          |
| 2009         | 295          |
| 2010         | 305          |
| 2011         | 339          |
| 2012         | 346          |
| 2013         | 338          |
| 2014         | 331          |
| 2015         | 352          |
| 2016         | 369          |
| 2017         | 372          |
| 2018         | 377          |
| 2019         | 374          |
| 2020         | 272          |
| 2021         | 254          |
| 2022         | 277          |

## 駅周辺
山口市市街地外れにある。ここから先、益田方面は山間部となる。
- 山口県立大学
- 陸上自衛隊演習場
- 山口市スポーツの森
  - 西京スタジアム
- 山口桜畠郵便局
- 山口市立宮野小学校
- 山口市立宮野中学校
- 常栄寺
- 国道9号
- 国道262号
- 山口県道204号宮野大歳線

## バス路線
山口県道204号線沿いに「宮野駅前」停留所があり、以下の路線が経由する。
- 防長交通
  - 104-138：山口市内線（新山口駅 - 湯田温泉 - 西京橋 - スポーツの森・宮野温泉・道の駅仁保の郷方面）
  - 664・674：山口市内線（児童センター - 山口県庁 - 西京橋 - スポーツの森）
  - 快速：湯田温泉 - 山口県庁 - 三谷駅入口 - 吉部
  - 無番：湯田温泉 - 山口県庁 - 山口駅 - 道の駅仁保の郷 - 堀（徳地）
- JRバス中国
  - 山口駅 - 山口県庁 - 宮野 - 佐々並 - 明木 - 明倫センター（萩市）
- 宮野コミタク：路線バスが走っていない上恋路・熊坂方面へ運行する乗合タクシー[7]。

## 隣の駅
西日本旅客鉄道（JR西日本）
■山口線
上山口駅 - 宮野駅 - 仁保駅